# Giso III.
Giso III. war als Nachfolger von Giso II. Gaugraf an der mittleren Lahn in Nordhessen. Ob er der Sohn, Bruder oder ein anderer Verwandter seines Vorgängers war, ist nicht klar. Auch scheinen keine verlässlichen Angaben über Geburt, Tod und Amtszeit verfügbar zu sein.
Falls er – und nicht etwa Giso II. – der Ehemann der Gräfin Mathilde war, so war er der Vater von Giso IV., mit dem der Besitz und Einfluss des Geschlechts der Gisonen ihren Höhepunkt erlangten.